# Curculio aurivestis
Curculio aurivestis – gatunek chrząszcza z rodziny ryjkowcowatych.
Gatunek ten opisany został w 1927 roku przez Franka Hurlburta Chittendena, która jako miejsce typowe wskazał górę Mount Wilson.
Osiąga 6,8 mm długości i 3 mm szerokości ciała. Grzbietowa strona ciała pokryta jest jasnym, złotożółym, gęstym owłosieniem, na przedpleczu nieregularnie, brązowo przepasanym. Spód ciała jasnoochrowy. Ryjek nadzwyczaj długi. Gatunek podobny do Curculio uniformis.
Chrząszcz nearktyczny, znany z amerykańskich stanów Kalifornia, Oregon i Waszyngton.